# Johan van Oldenbarnevelt
Johan van Oldenbarnevelt (Amersfoort, provincia de Utrecht, 14 de septiembre de 1547-La Haya, 13 de mayo de 1619) fue un político y hombre de estado neerlandés que jugó un papel muy importante en la guerra que llevó a la independencia de las Provincias Unidas de España.

## Biografía
Estudió leyes en la Universidad Católica de Lovaina, en el Brabante Flamenco. Se trasladó a Heidelberg y Padua para completar y finalizar sus estudios. Viajó por Francia e Italia antes de establecerse en La Haya. Durante su paso por Heidelberg, conoció el protestantismo, convirtiéndose al final en un moderado calvinista que apoyó a Guillermo de Orange o Guillermo el Taciturno en su rebelión contra el reino de España.
En 1575 se casó con María van Utrecht, con quien tuvo dos hijos y dos hijas.

## Carrera política
Sirvió como voluntario en el socorro de Haarlem en 1573 y en Leiden en 1574. En 1576 obtuvo el importante puesto de consejero de Róterdam, puesto que le hace trasladarse por los diferentes estados de Holanda.
Su capacidad comercial, comprensión de asuntos singulares y sus grandes dotes para la oratoria le granjearon una posición de gran influencia y carisma. 
Se convirtió en un gran promotor de la Unión de Utrecht (1579), apoyando la sublevación de las provincias de Holanda y Zelanda del dominio español en favor de Guillermo el Taciturno, príncipe de Orange en 1584. Durante esta sublevación llegó a ser el líder nacional de la sublevación.  
A la muerte de Guillermo de Orange, le sucede su hijo Mauricio de Nassau, al cual apoya de la misma forma que hiciera con su padre. Este apoyo es debido en gran medida a su oposición a las políticas del gobernador general, el duque de Leicester. Esta presión por parte de los partidarios del príncipe de Orange obliga a Leicester a retirarse en 1587, dejando el poder militar en manos de Mauricio de Nassau.
El 16 de marzo de 1586 accede al cargo de gran pensionario de Holanda en sustitución de Paulus Buys, un puesto en el que se mantendrá treinta y dos años. Con este nombramiento su poder crece de forma considerable, con lo que sigue apoyando la Unión de Utrecht, además de usar el puesto en su propio beneficio político.
Durante los dos años críticos que siguieron al retiro de Leicester, se convirtió en un hombre de estado intentando aplacar los intentos separatistas de las diferentes provincias que formaban la Unión de estados, evitando de esta forma la fácil conquista por parte del gran ejército de Alejandro Farnesio, duque de Parma. Afortunadamente para los Países Bajos, la atención del rey Felipe estaba puesta en la invasión de Inglaterra, lo que permitió que Oldenbarneveldt reuniera todo el poder administrativo en sus manos a falta de un gobierno organizado centralmente. Este intento de aglutinar el poder se vio favorecido por la ayuda de Maurice de Nassau en  1589, que lo nombró gobernador de las siete provincias, capitán general y almirante de la Unión. 
Los intereses de estos dos gobernantes, Mauricio de Nassau y Oldenbarneveldt, no entraron en conflicto porque Mauricio tenía más interés en el poder militar, en el entrenamiento y la dirección de ejércitos, ya que no tenía ninguna capacidad especial como estadista o inclinación para la política. Oldenbarneveldt desempeñaba el papel de estadista más inclinado hacia la política.
Sin embargo, esta unión comenzó a agrietarse en 1600 cuando Maurice fue forzado contra su voluntad, por el Estado bajo la influencia de Oldenbarneveldt, a emprender una expedición a Flandes. Esta misión se salvó del desastre por los esfuerzos desesperados que culminaron en la victoria de Nieuwpoort.
En 1598 Oldenbarneveldt participó en una embajada política ante el rey francés Enrique IV y la reina de Inglaterra Isabel I y de nuevo en otra misión política en 1605 para felicitar al nuevo rey Jacobo I por su ascenso al trono.
El 20 de marzo de 1602 fundó en su calidad de gobernador la Compañía Holandesa de las Indias Orientales.

## Relación con España

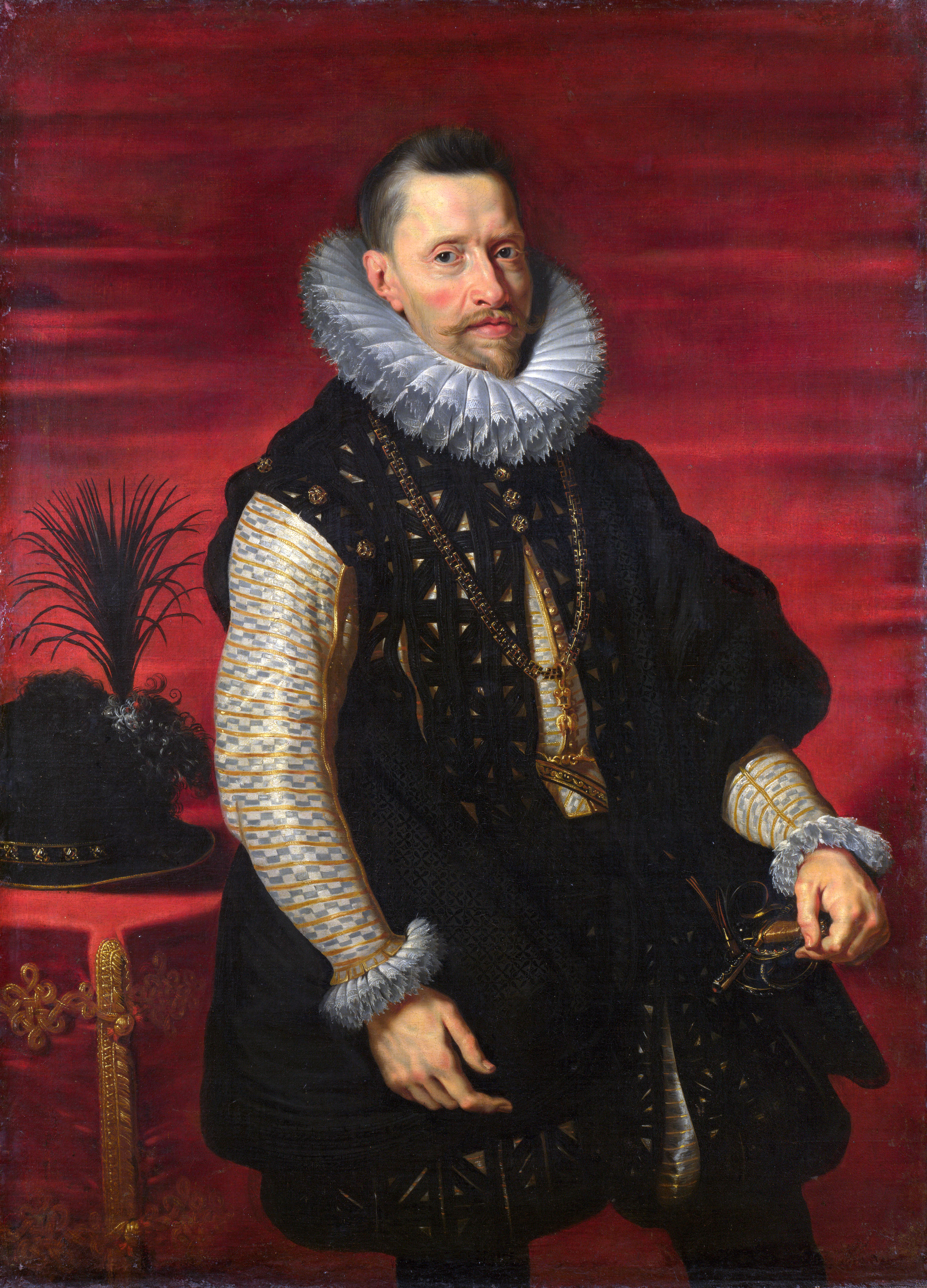
Retrato de Rubens del archiduque de Austria Alberto VII que llevó las conversaciones con Oldenbarnevelt.

En 1596 firmó la triple alianza con Inglaterra y Francia para acabar con el poder del Reino de España. 
En 1606 comienza las negociaciones con Alberto, archiduque de Austria, y con la infanta Isabel para la firma de una tregua duradera, hecho que produce una gran controversia en Holanda. Finalmente llega a un acuerdo con los representantes de Felipe III, la Pax Hispánica, que convierte a los Estados de Holanda en las Provincias Unidas.
Mauricio y su primo Guillermo Luis de Nassau-Dillenburg, gobernador de Frisia, junto con los jefes de la armada y el ejército, además de los líderes religiosos calvinistas, se opusieron fuertemente a este tratado de paz. Ellos creían que se trataba de una estrategia del monarca español para conseguir un tiempo de descanso en el cual recuperar su fuerza para un ataque renovado contra la independencia de los Países Bajos.
Durante tres años siguieron las negociaciones, pero tras finalizar ese periodo, el 9 de abril de 1609, la tregua de los doce años se dio por concretada. Todas las demandas holandesas fueron directa o indirectamente garantizadas y Mauricio se vio obligado de forma reacia y hosca a admitir las condiciones más favorables obtenidas por la diplomacia firme y experta de Oldenbarnevelt.
Uno de los aspectos importantes de la sublevación de los territorios de los Países Bajos contra España fue el motivo religioso. El Reino de España era una monarquía católica, mientras en los Países Bajos imperaba la doctrina calvinista. El calvinismo empezó a difundirse primero entre las clases bajas, pero llegó en poco tiempo a las clases gobernantes.

## Oldenbarnevelt y la religión

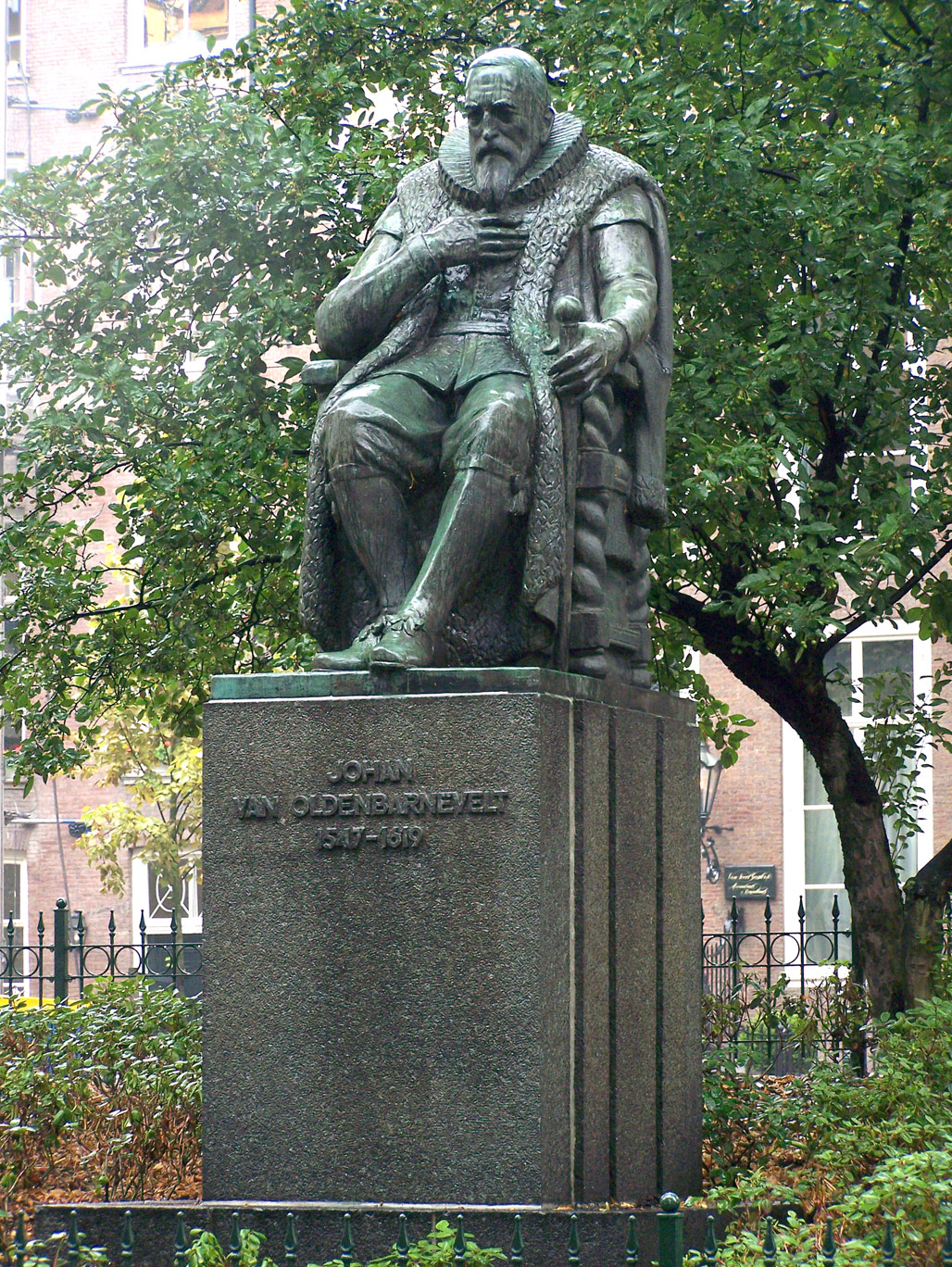
Estatua de Oldenbarnevelt en La Haya.

Oldenbarnevelt apoyaba la corriente arminianista fundada por Jacobo Arminio, más tolerante y abierta en contraposición con la opción que defendía Mauricio de Nassau, que era más radical y denominada gomarista o contraremonstrantes, fundada por Franciscus Gomarus. Finalmente la corriente de Oldenbarnevelt sólo triunfó en Ámsterdam, ganando la corriente más radical en el resto de los estados.
Para evitar las disputas entre los partidarios de ambas corrientes religiosas, Oldenbarnevelt impide la predicación de los pastores más radicales. En 1617 en un intento de atajar estos problemas, se reúnen los Estados Generales, en el que se intenta fundar una iglesia que unifique las confesiones. En este congreso sus intenciones chocan frontalmente con los intereses de Holanda, la cual ejerce su derecho de veto.

## Caída y condena
Tras la paz firmada con España, lejos de acabar los conflictos se producen una serie de disturbios internos en el interior de la Unión. Estos conflictos son provocados por el cada vez mayor poder del estado de Holanda, gobernado por el partido republicano, respecto a los otros miembros, hecho éste que chocaba frontalmente con las aspiraciones de los príncipes de Orange lógicamente monárquicos que querían instaurar la monarquía. La creciente influencia de los republicanos desemboca en 1609 con la pérdida del apoyo que ejercía Mauricio de Nassau a Oldenbarnevelt y al partido republicano.
La tensión por el tema religioso desemboca en la invasión de Holanda el 29 de agosto de 1618 por parte de Mauricio de Nassau que aprovechó esta confusión para derrocar al partido republicano. Previamente el 23 de agosto de 1618 Oldenbarnevelt es capturado por orden del general de estado, siendo acusado de traición. Es arrestado junto a él Hugo Grotius.
Oldenbarneveldt permanece junto a sus amigos en confinamiento hasta noviembre momento en el que comienza el juicio. Comparece más de sesenta veces ante el tribunal que examina de forma severa y crítica toda su trayectoria a lo largo de su vida. 
El 20 de febrero de 1619 fue finalmente procesado ante un tribunal formado por veinticuatro miembros de los que sólo la mitad eran holandeses siendo casi todos ellos enemigos personales. El tribunal no era una corte legal, ni tenía jurisdicción sobre el preso, pero la protesta del abogado, que demandó su derecho de ser juzgado por la provincia soberana de Holanda, de dónde él era nacido, fue desatendida.
De esta forma el jurado el domingo 12 de mayo de 1619 pronunció la sentencia de pena de muerte. Al día siguiente, el 13 de mayo de 1619, la sentencia fue ejecutada y el viejo estadista fue decapitado a la edad de setenta y un años en el Binnenhof en La Haya. Este hecho, según sus palabras, fue su recompensa por servir a su país durante cuarenta y tres años.